# Марк Янссенс
Марк Янссенс (англ. Mark Janssens, нар. 19 травня 1968, Суррей) — колишній канадський хокеїст, що грав на позиції центрального нападника.

## Ігрова кар'єра
Професійну хокейну кар'єру розпочав 1988 року.
1986 року був обраний на драфті НХЛ під 72-м загальним номером командою «Нью-Йорк Рейнджерс». 
Протягом професійної клубної ігрової кар'єри, що тривала 14 років, захищав кольори команд «Нью-Йорк Рейнджерс», «Міннесота Норт-Старс», «Гартфорд Вейлерс», «Анагайм Дакс», «Нью-Йорк Айлендерс», «Фінікс Койотс» та «Чикаго Блекгокс».

## Статистика НХЛ
|                  | Сезони | І   | Г  | П  | О   | ШХ   |
| ---------------- | ------ | --- | -- | -- | --- | ---- |
| Регулярний сезон | 14     | 711 | 40 | 73 | 113 | 1422 |
| Плей-оф          | 4      | 27  | 5  | 1  | 6   | 33   |